# Dornier Do J
Dornier Do J là một mẫu máy bay hoạt động trên mặt nước hai động cơ của Đức, được Dornier Flugzeugwerke thiết kế và sản xuất trong thập niên 1920.

## Thiết kế và phát triển
Dornier Do J (có tên gọi sau này là Dornier Do 16) được biết đến nhiều hơn với tên gọi Wal (tiếng Đức của từ cá voi).
Do J là một mẫu máy bay hoạt động trên mặt nước khá hiện đại (so với các kiểu trong Chiến tranh Thế giới I), đây là dạng máy bay một tầng cánh, cánh đặt cao có những thanh chống đôi. Hai động cơ piston được đặt thẳng hàng có vỏ phía trên cánh và nằm ở chính giữa trục máy bay; một động cơ chạy cánh quạt kéo và động cơ còn lại chạy cánh quạt đẩy. Phi hành đoàn từ 2 đến 4 người trong một buồng lái mở gần phần mũi của thân. Cabin chở được 12 hành khách.
Do J thực hiện chuyến bay đầu tiên vào ngày 6 tháng 11-1924. Chuyến bay diễn ra tốt đẹp, và công việc sản xuất được diễn ra cho đến năm 1932 ở Ý vì mọi hoạt động hàng không ở Đức đều bị ngăn cấm sau Chiến tranh Thế giới I theo điều khoản của Hòa ước Versailles.
Do J được trang bị 2 động cơ Rolls-Royce Eagle IX 265 kW (355 hp), với vận tốc cực đại đạt 180 km/h (112 mph), và vận tốc hành trình là 323 km/h (201 mph). Tải trọng rỗng là 2524 kg (5.565 lb), và tải trọng tối đa là 4100 kg (9.039 lb). Tầm hoạt động đạt 3.600 km (2.237 miles), và trần bay là 11.480 ft (3.500 m).

## Lịch sử hoạt động
Nhà thám hiểm Bắc Cực người Na Uy là Roald Amundsen đã sử dụng 2 chiếc thủy phi cơ Dornier trong nỗ lực không thành của mình để đi xa nhất vào Bắc Cực vào năm 1925. Hai máy bay mang số hiệu N-24 và N-25, hạ cánh tại 87° 44' độ bắc. Đó là tầm hoạt động xa nhất mà bất kỳ máy bay nào có thể đến được vào thời điểm đó.
Phi công quân sự người Bồ Đào Nha Sarmento de Beires và phi hành đoàn của mình đã thực hiện chuyến bay đêm đầu tiên xuyên qua nam Đại Tây Dương trên một chiếc Dornier J có tên Argos. Sự kiện này được thực hiện vào đêm ngày 17 tháng 3-1927 từ Guinea thuộc Bồ Đào Nha đến Brasil.
2 chiếc Dornier Wal (có tên Passat và Boreas) cũng đóng vai trò quan trọng trong Cuộc thám hiểm Nam cực lần thứ ba của Đức năm 1939.
Hơn 300 chiếc Wal đã được chế tạo bởi CMASA và Piaggio tại Italy, CASA tại Tây Ban Nha, Kawasaki ở Nhật Bản, Aviolanda ở Hà Lan và Dornier ở Đức.
Không quân Colombia đã sử dụng Dornier Wal trong Chiến tranh Colombia-Peru năm 1932-1933.

## Các phiên bản
Do J Wal
Do R Super Wal
Do R2
Do R4

## Các quốc gia sử dụng
- Brasil
- Chile
- Colombia
  - SCADTA
  - Không quân Colombia
- Germany
- Italy
- Nhật Bản
- Hà Lan
- Na Uy
- Bồ Đào Nha
- Liên Xô
- Spain
- Thụy Sĩ
- Anh Quốc

## Thông số kỹ thuật (Do J)

### Đặc điểm riêng
- Phi đoàn: 2-4
- Sức chứa: 10-12 hành khách
- Chiều dài: 16,2 m (53 ft 2 in)
- Sải cánh: 26,5 m (86 ft 11 in)
- Chiều cao: 4,7 m (15 ft 5 in)
- Diện tích cánh: 96,0 m² (1033,33 ft²)
- Trọng lượng rỗng: 2720 kg (5997 lb)
- Trọng lượng cất cánh: n/a
- Trọng lượng cất cánh tối đa: 2720 kg (5997 lb)
- Động cơ: 2× Rolls-Royce Eagle IX 265 kW (355 hp)

### Hiệu suất bay
- Vận tốc cực đại: 180 km/h (112 mph)
- Tầm bay: 3600 km (2237 dặm) (đầy nhiên liệu)
- Trần bay: 3500 m (11500 ft)
- Vận tốc lên cao: n/a
- Lực nâng của cánh: n/a
- Lực đẩy/trọng lượng: n/a